# Котячі лапки карпатські

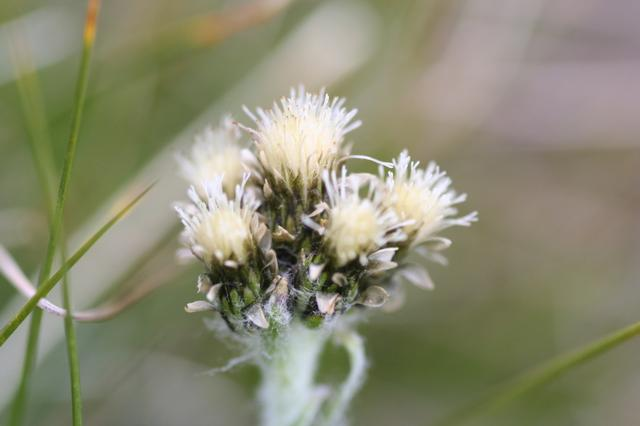
Квіти котячих лапок

Котячі лапки карпатські (Приворотень карпатський, лат. Antennaria carpatica) — рослина родини айстрових.

## Загальна характеристика
Багаторічна трав'яниста рослина заввишки до 19 см без повзучих надземних пагонів. Стебла прості, прямостоячі. Листки повстисто-опушені. Кошики у головчасто-щитковидному суцвітті. Листочки обгортки коричневі. Цвіте у червні — серпні. Плодоносить у вересні — жовтні. Розмножується насінням. Гемікриптофіт. Світлолюбна рослина.

## Поширення
Українські Карпати — масив Свидовець (г. Близниця) та Мармарош. Вид поширений у Західних (Татри), Східних і Південних Карпатах.

## Місця зростання
Вологі вапнякові скелясті відслонення. Компонент ценотично не сформованих високогірних трав'янистих угруповань, росте разом із сеслерією голубуватою, айстрою альпійською.

## Чисельність
Локальні популяції дуже нечисленні. Причини зміни чисельності: обмеженість вапнякових субстратів у високогір'ї.

## Заходи охорони
Охороняється на території пам'ятки природи загальнодержавного значення Скелі Близниці (Закарпатська область). Рекомендується вирощувати вид у ботанічних садах. Природоохоронний статус. I категорія.